# Călărețul electric
Călărețul electric (în engleză The Electric Horseman) este un film western de comedie-dramă american din 1979, regizat de Sydney Pollack și cu Robert Redford și Jane Fonda în rolurile principale. Personajul principal al filmului este un fost campion de rodeo care este angajat de o companie producătoare de alimente pe bază de cereale ca purtător de cuvânt al acesteia și fuge apoi călare pe un cal drapat într-un costum electric care i-a fost dat pentru a promova compania în Las Vegas.

## Rezumat
Norman „Sonny” Steele este un fost călăreț de rodeo care a fost angajat de un concern comercial pentru a promova o marcă de cereale pentru micul dejun. Înainte de a face o apariție promoțională în Las Vegas unde urma să călărească un cal de curse pursânge, care răspunde la numele de Rising Star și are o valoare asigurată de 12 milioane de dolari, Sonny descoperă consternat că animalul a fost drogat și este rănit.
Deranjat de modul nepotrivit de îngrijire a calului și deziluzionat de starea actuală a vieții lui, Sonny decide să-l răpească pe Rising Star și să călătorească prin țară pentru a-l elibera într-un canion îndepărtat, unde hoinăresc turme de cai sălbatici. Hallie Martin, o reporteriță de televiziune dornică să fie prima care prezintă povestea calului Rising Star, dă de urma lui Sonny și îl urmează în călătoria sa neobișnuită prin mediul rural. În timpul drumului, Sonny și Hallie au o poveste de dragoste în timp ce reușesc să evite autoritățile aflate în urmărirea lor.

## Distribuție
- Robert Redford — Norman „Sonny” Steele
- Jane Fonda — Hallie Martin
- Valerie Perrine⁠(d) — Charlotta
- Willie Nelson — Wendell
- John Saxon⁠(d) — Hunt Sears
- Nicolas Coster⁠(d) — Fitzgerald
- Allan Arbus⁠(d) — Danny
- Wilford Brimley⁠(d) — fermier
- Will Hare⁠(d) — Gus
- Basil Hoffman⁠(d) — Toland
- Timothy Scott — Leroy
- James Sikking⁠(d) — Dietrich

## Producție

### Dezvoltare
Membrii distribuției principale a filmului Călărețul electric au colaborat în mode repetat cu regizorul Sydney Pollack și cu alți membri ai echipei tehnice. Pe 28 noiembrie 1978, Robert Redford a fost anunțat că va juca în film, acesta fiind al cincilea film în care el a jucat în regia lui Sydney Pollack după This Property Is Condemned (1966), Jeremiah Johnson (1972), The Way We Were (1973) și Cele trei zile ale condorului (1975). Această relație regizor-actor va continua cu încă două filme: Departe de Africa (1985) și Havana (1990). Pollack a colaborat anterior și cu Jane Fonda în Și caii se împușcă, nu-i așa? (1969), în timp ce Redford și Fonda au făcut echipă anterior în Urmărirea (1966) și Desculț în parc⁠(d) (1967).

### Filmări
Filmările la Călărețul electric au avut loc la sfârșitul anului 1978 și începutul lui 1979 în statele americane Nevada și Utah. Majoritatea secvențelor au fost filmate în Las Vegas și Red Rock Canyon National Conservation Area, în timp ce filmări suplimentare au avut loc în diferite locuri din statul Utah, inclusiv Grafton⁠(d), St. George⁠(d) și Parcul Național Zion.

## Lansare și recepție
Călărețul electric a fost lansat în cinematografele din Statele Unite ale Americii pe 21 decembrie 1979. Cu toate că a avut un buget de 12,5 milioane de dolari, filmul a fost un succes de box office, devenind al unsprezecelea film cu cele mai mari încasări din 1979, după ce a adus venituri interne totale de aproape 62 de milioane de dolari. În timp ce filmul a fost coprodus de Columbia Pictures și Universal Pictures și distribuit de Columbia pe plan intern și de Universal la nivel internațional, drepturile de film din SUA urmau să revină mai târziu companiei Universal. De atunci, a fost lansat pe CED (Capacitance Electronic Disc) Videodiscs, VHS, Betamax, LaserDisc⁠(d) și DVD de către Universal Studios⁠(d), deși lansările actuale home video au înlocuit „My Heroes Have Always Been Cowboys” cu o înregistrare asemănătoare sunetului instrumental de pe genericul de la început.